# セーン・クライベル
- ショーン・クライバー

セーン・デスモンド・クライベル（Sean Desmond Klaiber、1994年7月31日 - ）は、オランダ・ニウェヘイン出身のサッカー選手。FCユトレヒト所属。ポジションはディフェンダー。

## 経歴
2020年10月1日、アヤックス・アムステルダムと3年契約（1年延長オプション付き）を締結したことが発表された。
2021年7月29日、プレシーズンのトレーニング中に左足の十字靭帯を断裂する大怪我を負い長期離脱を強いられた。
2021-22シーズンは前述の怪我の影響で試合には出場せず、2022年8月29日にかつて自身がリーグデビューを果たしたチームであるFCユトレヒトに2025年までの契約で復帰した。9月2日に行われたエールディヴィジ第5節シッタート戦にて怪我から約1年ぶりに公式戦に出場した。

## タイトル
アヤックス
- KNVBベーカー 2020-21[5]
- エールディヴィジ 2020-21, 2021-22